# Indischer Stoßdolch
Ein Indischer Stoßdolch ist eine Waffe aus Indien.

## Beschreibung
Ein Indischer Stoßdolch hat eine gerade, zweischneidige Klinge. Die Klinge ist glatt und hat weder Mittelgrat noch Hohlschliff. Sie läuft vom Heft schmaler werdend zum Ort. Der Ort ist spitz geformt. Ein zusätzliches Metallblech, das auf die Klinge aufgenietet ist, dient als Heft und Handschutz und ist verziert.  Der Indische Stoßdolch ist der Vorläufer des bekannteren Katar. Dieser Stoßdolch wird auch als Katar geführt, ist aber ein direkter Vorläufer in der Formentwicklung. Erkennbar ist dies dadurch, dass eine Dolch- oder Kurzschwertklinge an einem quersitzenden Griff befestigt wurde. Bei den späteren Katars wurde eine eigene, keilförmige Klingenform etabliert und ein spezieller Griff mit zwei Querstangen und zwei Schienen rechts und links der Griffstangen hinzugefügt. Ebenso ist das Pata eine Weiterentwicklung des Katars. Der Indische Stoßdolch wird von Kriegerkasten in Indien benutzt.